# Micrixalus saxicola
Micrixalus saxicola és una espècie de granota que viu a l'Índia.